# Furies
Furies (Vietnamees: Thanh Sói - Cúc dại trong đêm) is een Vietnamese feministische martialartsfilm Uit 2022 en is een prequel op de film Furie uit 2019. De film werd geregisseerd en geproduceerd door Ngô Thanh Vân die ook een van de hoofdrollen vertolkte. Furies ging op 23 december 2022 in première en is sinds 23 maart 2023 te zien op Netflix.